# Vasiliy Sokov
Pour les articles homonymes, voir Sokov.
Vasiliy Dmitrievitch Sokov (russe : Василий Дмитриевич Соков, né le 7 avril 1968 à Douchanbé) est un athlète soviétique, puis russe, spécialiste du triple saut.

## Carrière et résultats internationaux
Il est surtout connu pour ses deux médailles de bronze aux Championnats d'Europe en salle. Son record personnel est de 17,59 mètres, réalisé en juin 1993 à Moscou.
| Années                             |                                    |                                    |                                    |                                    |                                    |
| Représentant de l'Union soviétique | Représentant de l'Union soviétique | Représentant de l'Union soviétique | Représentant de l'Union soviétique | Représentant de l'Union soviétique | Représentant de l'Union soviétique |
| ---------------------------------- | ---------------------------------- | ---------------------------------- | ---------------------------------- | ---------------------------------- | ---------------------------------- |
| 1991                               | Championnats du monde              | Tokyo (Japon)                      | 4ème                               | Triple saut                        | 17,28 m                            |
| Représenter une équipe unifiée     |                                    |                                    |                                    |                                    |                                    |
| 1992                               | Championnats d'Europe en salle     | Gênes, Italie                      | 3e                                 | Triple saut                        | 17,01 m                            |
| 1992                               | Jeux olympiques                    | Barcelone (Espagne)                | 9ème                               | Triple saut                        | 16,86 m                            |
| Représenter la Russie              |                                    |                                    |                                    |                                    |                                    |
| 1994                               | Championnats d'Europe en salle     | Paris (France)                     | 3e                                 | Triple saut                        | 17,31 m                            |
| 1994                               | Championnats d'Europe              | Helsinki (Finlande)                | 4ème                               | Triple saut                        | 16,97 m                            |
| 1996                               | Jeux olympiques                    | Atlanta (États-Unis)               | 16ème                              | Triple saut                        | 16,68 m                            |
| 1998                               | Championnats d'Europe              | Budapest (Hongrie)                 | 5ème                               | Triple saut                        | 17,16 m                            |
| 1999                               | Championnats du monde              | Séville, Espagne                   | 12ème                              | Triple saut                        | 16,5                               |